# 娑婆世界
娑婆世界（羅馬化：sahāloka / sahālokadhātu；藏語：མི་འཇེད་འཇིག་རྟེན་，威利转写：mi 'jed 'jig rten），簡稱娑婆（羅馬化：sahā，羅馬化：saha），也译作索诃、娑河，指釋迦牟尼佛所教化的三千大千世界；此世界眾生安忍於十惡，忍受諸煩惱，不肯出離，故名為忍。又意譯作雜惡、雜會、忍土，謂娑婆國土為三惡五趣雜會之所。
《法界安立图》的作者仁潮聲稱娑婆世界指的是南瞻部洲，大千世界則被稱為佛剎，意思是佛的國土，在虛空中有十方佛剎，其數量是無限的，此外，莲花藏庄严世界海及四周的十方剎海各自包含了無數個大千世界，故以莲华藏世界海指稱整個宇㣙，藉以顯示其認為諸佛的境界是廣大無邊的、無窮無盡的。

## 出離心

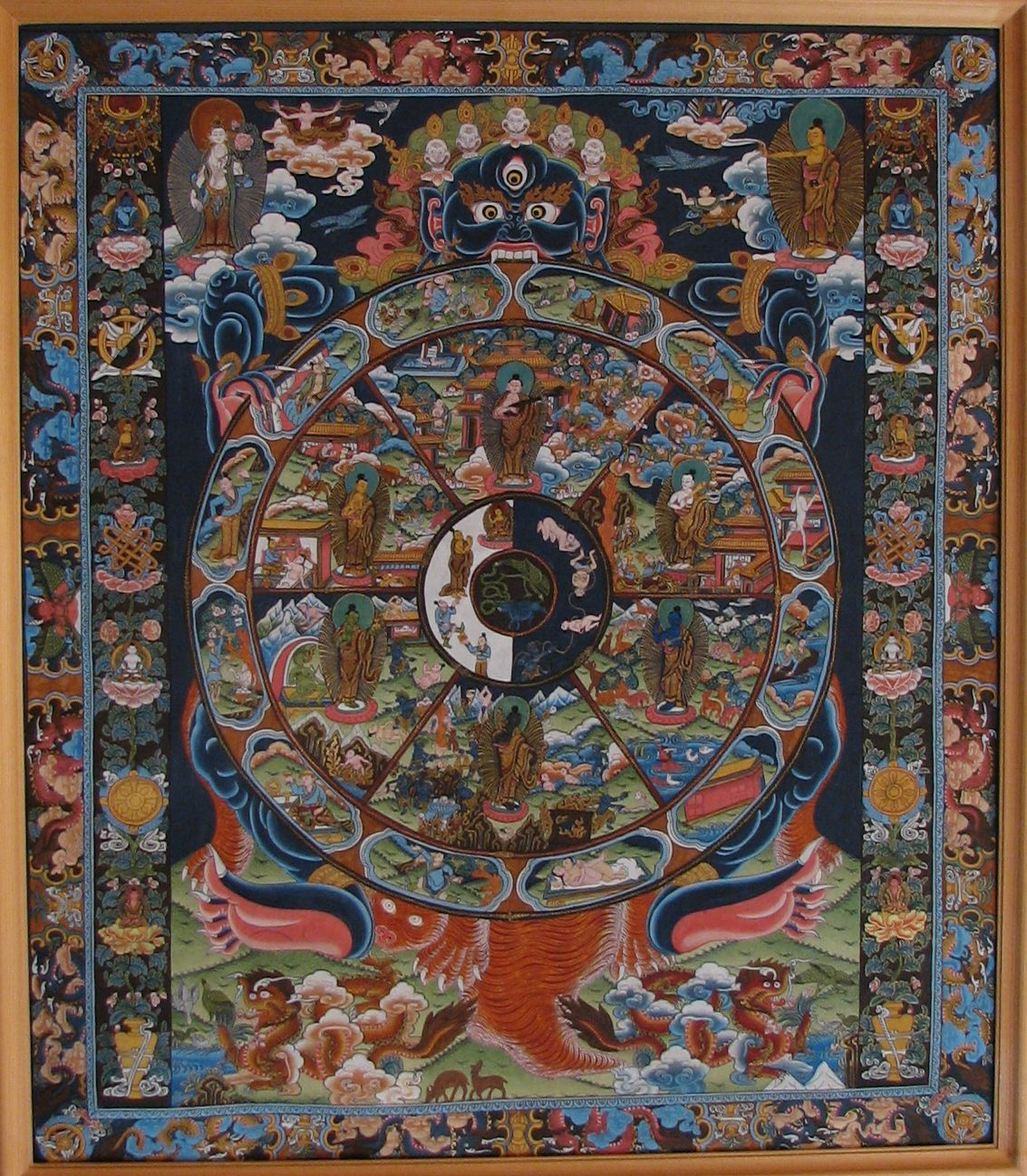
此為六道輪迴圖唐卡，可見上方為三善道（天、人、阿修羅），下方為三惡道（地獄、餓鬼、畜生）。上方右處為佛陀指著左處的菩薩，由此則強調出離之意。

出離心是佛教常強調的，其意為脫離六道之心（六道，即天、人、阿修羅、地獄、餓鬼、畜生）。簡意為“解脫”。出離心最早自佛陀時代已提出，可見於佛教經典之中。

### 淨土法門
《佛說大乘無量壽莊嚴清淨平等覺經》（《無量壽經》）、《佛說阿彌陀經》（阿彌陀經）、《佛說觀無量壽佛經》（觀經）描述了極樂世界的種種莊嚴，種種清淨。其中《無量壽經》的阿彌陀佛四十八願為法藏比丘（阿彌陀佛前身）因地修行時所發的大願，其核心為解救眾生往生至極樂世界。而四十八願中的核心為第十八願“十念必生願”。
|  | 我作佛時，十方眾生，聞我名號，至心信樂。所有善根，心心迴向。願生我國，乃至十念。若不生者，不取正覺。唯除五逆，誹謗正法。 |

強調“念佛往生”。另外《觀經》除了介紹十六種觀想方法，也介紹“三輩九品往生”，其中下品往生的核心為即使曾造作諸多惡業，於臨命終時肯念佛，阿彌陀佛與諸聖眾也會前來接引眾生往生至極樂淨土。此三部佛經的核心皆為要求眾生發願往生西方極樂世界。在淨土法門中，強調信、願、行。以此藉由阿彌陀佛的慈悲願力，接引眾生往生極樂。

### 藥師法門
若有所求，志心念誦，皆得如是無病延年；命終之後，生彼世界，得不退轉，乃至菩提。是故曼殊室利！若有男子、女人，於彼藥師琉璃光如來，至心殷重，恭敬供養者，常持此咒，勿令廢忘。
佛教中除了強調往生極樂，世尊亦要求眾生發願往生淨琉璃世界（藥師佛淨土）。往生淨琉璃世界的方法，與往生阿彌陀佛極樂國土相同，即“信願持名”。每日讀誦《藥師琉璃光如來本願功德經》（藥師經），念誦藥師灌頂真言，持念藥師佛聖號。現世獲得安穩健康，於臨命終時，八大菩薩前來接引，往生東方淨琉璃世界。